# Stoke-by-Nayland
Stoke-by-Nayland – wieś w Anglii, w hrabstwie Suffolk, w dystrykcie Babergh. Leży 20 km na południowy zachód od miasta Ipswich i 89 km na północny wschód od Londynu. Miejscowość liczy 703 mieszkańców.